# Wichoriewka
Wichoriewka – miasto w Rosji, w obwodzie irkuckim. W 2010 roku liczyło 22 520 mieszkańców.
Z Wichoriewki pochodzi Natalja Kulikowa, rosyjska siatkarka, reprezentantka Rosji, mistrzyni świata z 2006 roku.